# Rîbalske, Novomîkolaiivka
Rîbalske (în ucraineană Рибальське) este un sat în comuna Zelene din raionul Novomîkolaiivka, regiunea Zaporijjea, Ucraina.

## Demografie
Componența lingvistică a localității Rîbalske
     Ucraineană (96,3%)
     Rusă (3,7%)
Conform recensământului din 2001, majoritatea populației localității Rîbalske era vorbitoare de ucraineană (96,3%), existând în minoritate și vorbitori de rusă (3,7%).